# پدینگتون
پدینگتون (به انگلیسی: Paddington) یک ناحیه در شهر وست‌مینستر، لندن است. پدینگتون مکانی قرون وسطایی و سپس یک منطقه شهری بود که در سال ۱۹۶۵ با وست‌مینستر و لندن بزرگ ادغام شد. ایستگاه پدینگتون در سال ۱۸۴۷ افتتاح شد. این ناحیه همچنین محل بیمارستان سنت مری و ایستگاه پلیس سبز پدینگتون سابق است.

## نگارخانه

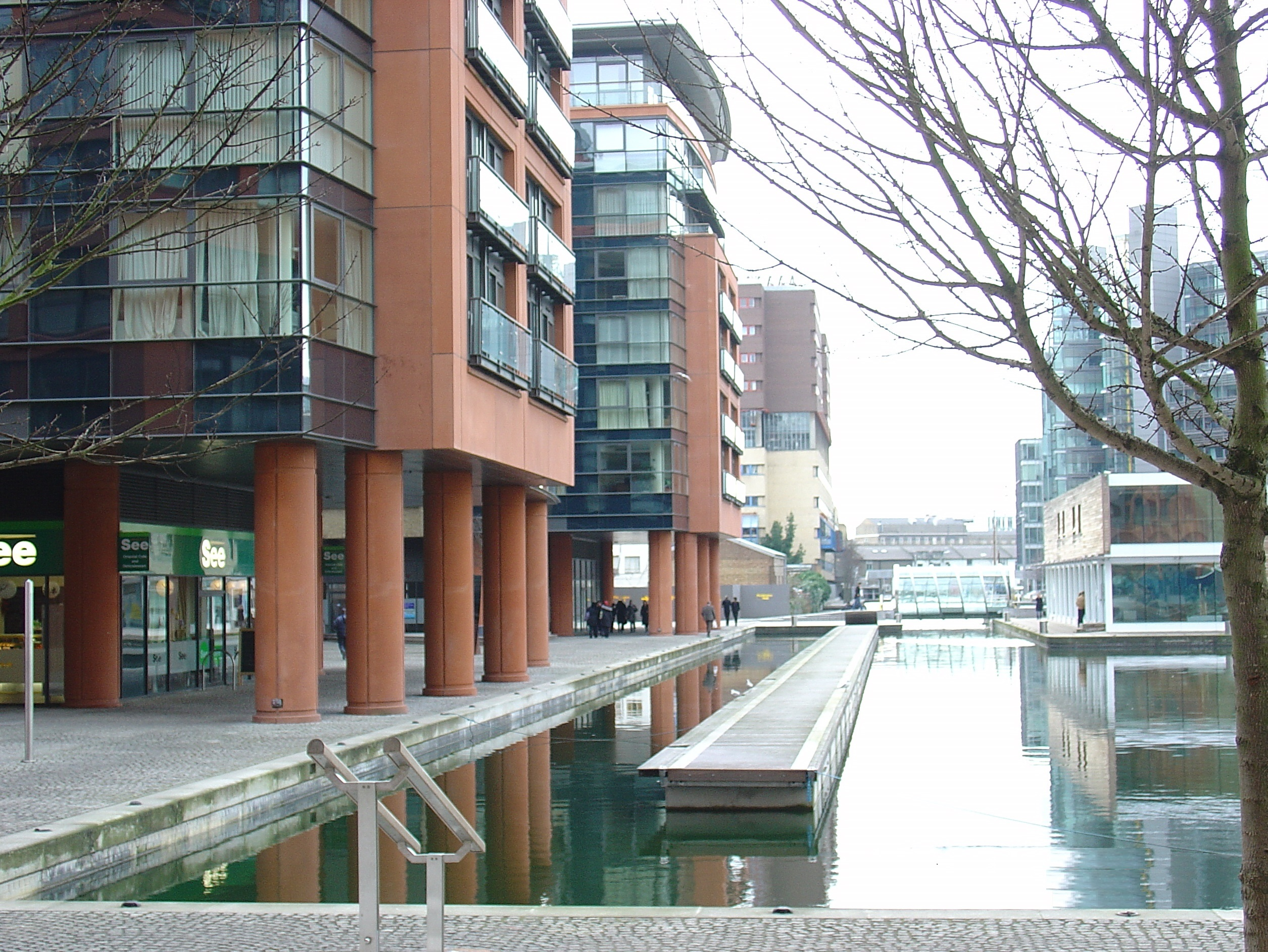
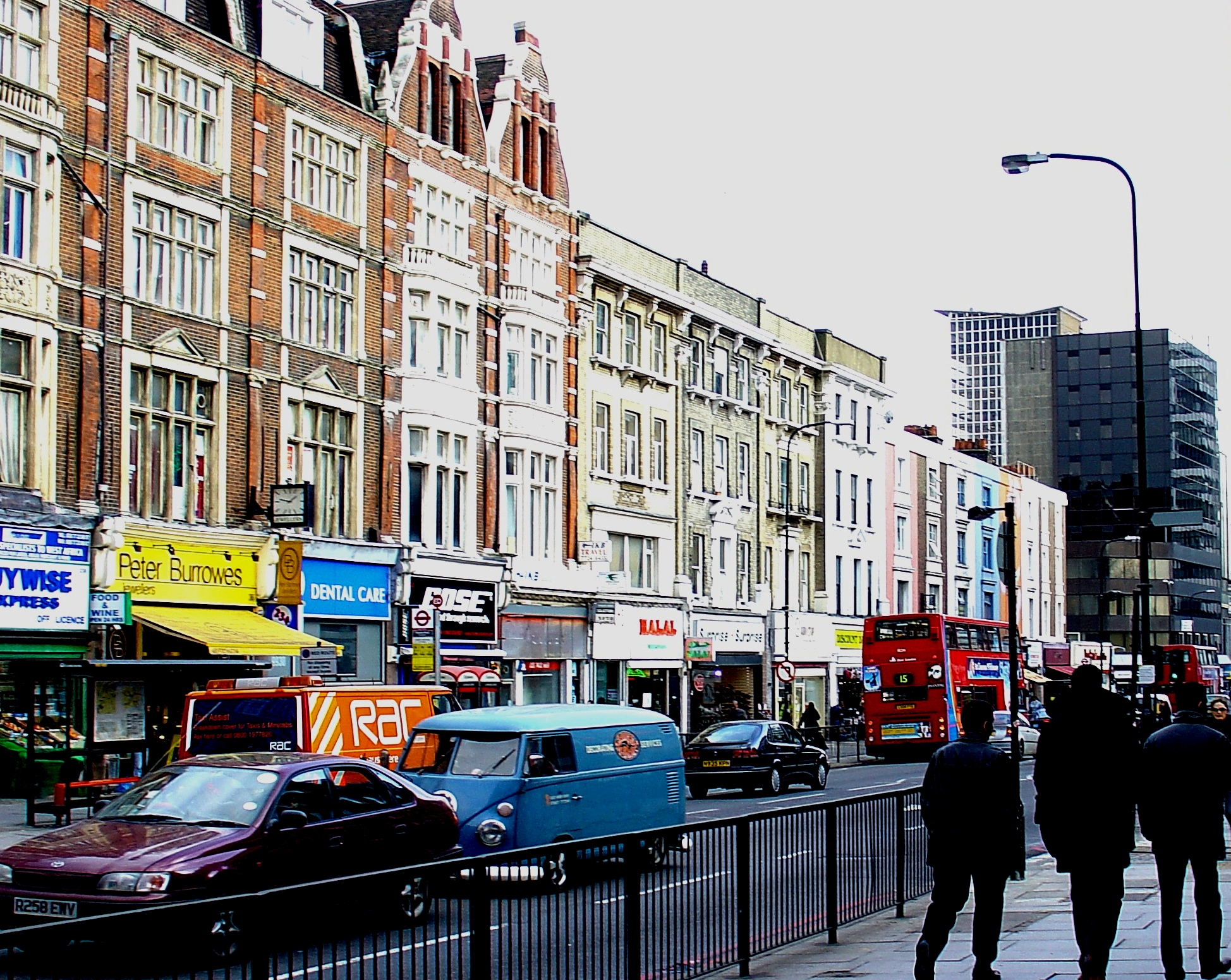
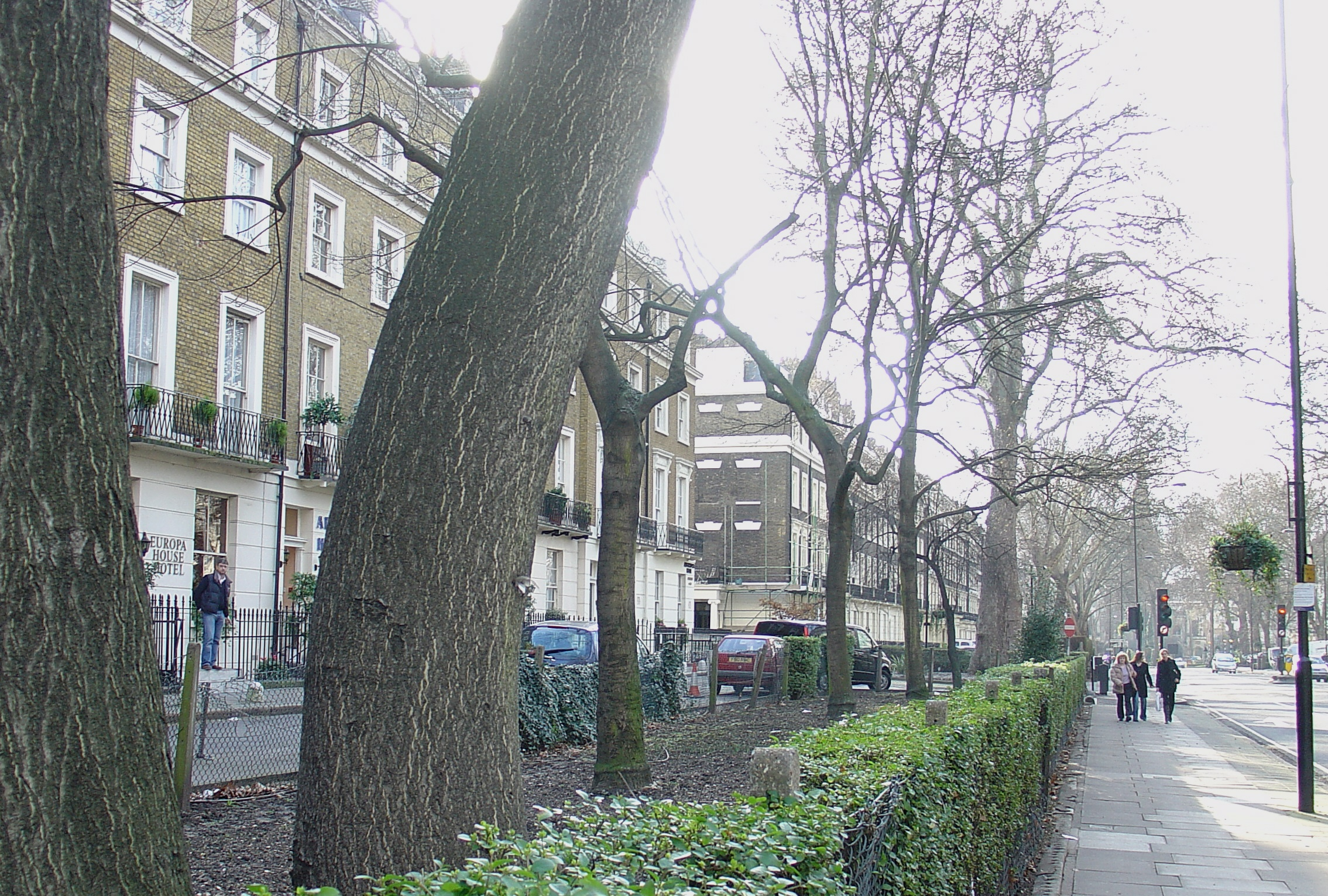
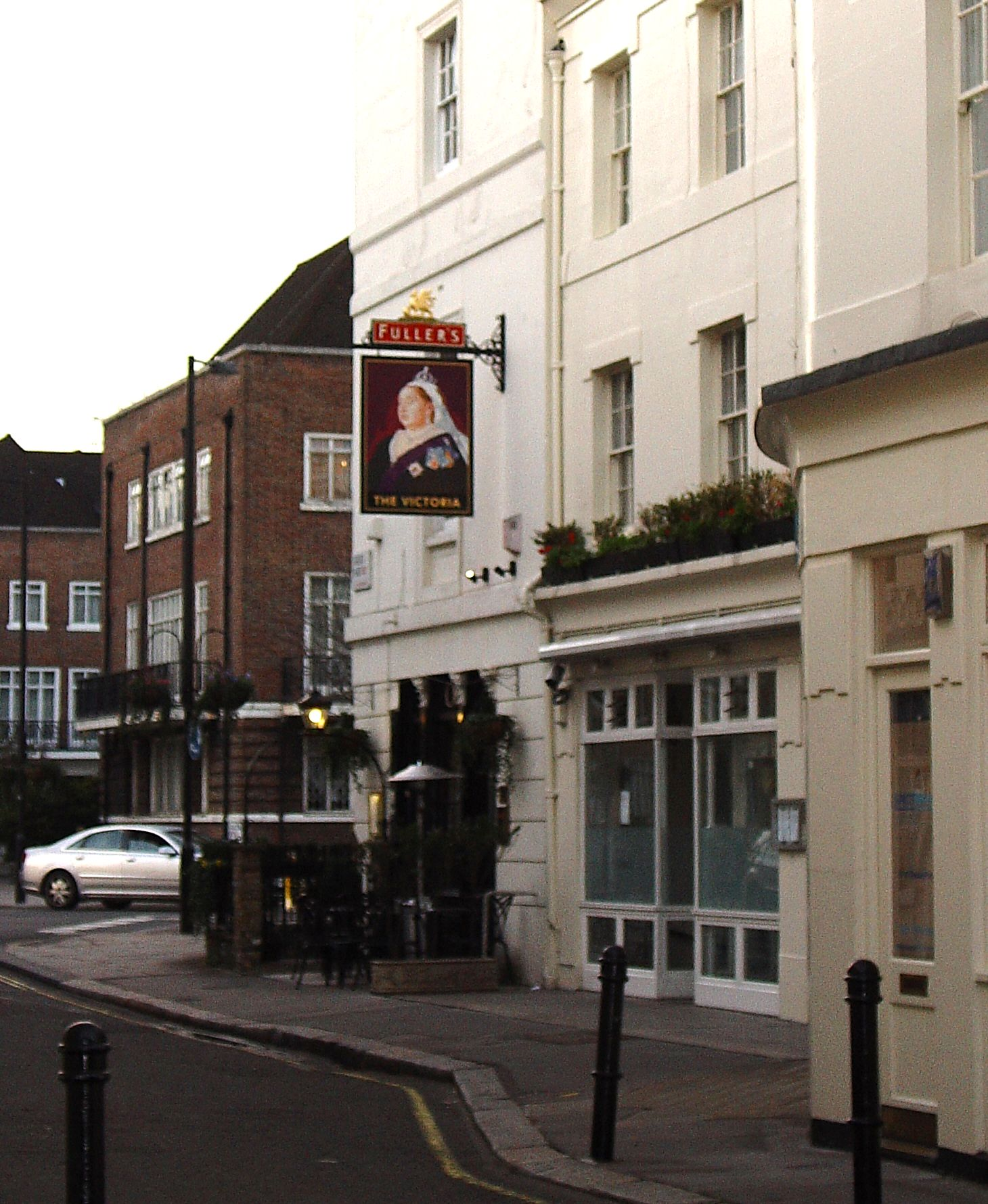